# Jaime Camino
Jaime Camino Vega de la Iglesia (Barcellona, 11 giugno 1936 – Barcellona, 4 dicembre 2015) è stato un regista e sceneggiatore spagnolo.
Nel 1969 il suo film España otra vez fu scelto per rappresentare la Spagna all'Oscar al miglior film straniero.

## Filmografia parziale
- El toro, vida y muerte (1962)
- Centauros 1962 (1962)
- Los felices sesenta (1963)
- Mañana será otro día (1966)
- Copa Davis-1965 (1966)
- Jutrzenka (1969)
- España otra vez (1969)
- Mi profesora particular (1973)
- Le lunghe vacanze del '36  (Las largas vacaciones del 36) (1976)
- La vieja memoria (1979)
- La campanada (1980)
- El balcón abierto (1984)
- Colpo di stato - Spagna 18 luglio 1936 (Dragon rapide) (1986)
- Luci e ombra (Luces y sombras) (1988)
- Il lungo inverno (El largo invierno) (1992)
- Los niños de Rusia (2001)